# Chelifera apicata
Chelifera apicata är en tvåvingeart som beskrevs av Collin 1928. Chelifera apicata ingår i släktet Chelifera och familjen dansflugor. Inga underarter finns listade i Catalogue of Life.